# Superstition
Superstition este un serial TV american supranatural. A fost comandat de Syfy pentru un sezon de 13 episoade în decembrie  2016. Serialul a avut premiera la 20 octombrie 2017, iar Netflix deține drepturile de difuzare pe plan internațional. 
Serialul povestește despre familia Hasting, proprietarii unei case funerare și a unui cimitir din La Rochelle, Georgia. Familia oferă servicii suplimentare pentru morții uciși de infernali demonici și acționează ca păzitori ai secretelor orașului și ai istoriei sale întunecate.
1. ↑  Fernsehserien.de, accesat în 29 iunie 2020
2. ↑  Fernsehserien.de, accesat în 29 iunie 2020